# Kaugatoma
Kaugatoma (ook wel Kaugatuma) is een plaats in Estland met de status van dorp (Estisch: küla). Ze ligt in de gemeente Saaremaa, provincie Saaremaa.
Kaugatoma behoorde tot in oktober 2017 tot de gemeente Salme. In die maand werd Salme bij de fusiegemeente Saaremaa gevoegd.

## Bevolking
Het dorp had 6 inwoners op 31 december 2011 en 10 inwoners op 31 december 2021.

## Ligging
Kaugatoma ligt aan de westkust van het schiereiland Sõrve. De kalksteenkust, de Kaugatoma pank, is hier zeer steil en rijk aan fossielen. Ze maakt deel uit van het natuurgebied Kaugatoma-Lõo maastikukaitseala.

## Geschiedenis
Kaugatoma werd in 1617 voor het eerst genoemd als boerderij onder de naam Kaukedam Mick. In 1645 was het een dorp onder de naam Kaupetum. Het dorp viel onder het landgoed van Tiinuse (Duits: Ficht). Het dorp Tiinuse werd in 1945 herdoopt in Mõisaküla.
In 1977 werden Kaugatoma en het buurdorp Mõisaküla samengevoegd onder de naam Mõisaküla. In 1997 werden de twee weer aparte dorpen, maar in 2017 werden ze opnieuw samengevoegd, nu onder de naam Kaugatoma. Die samenvoeging was een gevolg van de vorming van de fusiegemeente Saaremaa. In Lääne-Saare, een andere gemeente die bij de fusie betrokken was, lag namelijk ook een plaats met de naam Mõisaküla.